# خشك أباد (غلزار بردسير)
خشك أباد (بالفارسية: خشک‌آباد) هي قرية تقع في إيران في البلدة المركزية.